# Скотт, Лизбет
Ли́збет Скотт (англ. Lisbeth Scott; род. 1 января 1968, Бостон, Массачусетс, США) — американская певица, композитор, автор песен и мультиинструменталист. Номинант премии «Грэмми».
Западающий в память, полный эмоций голос Лизбет Скотт можно услышать во многих популярных кинофильмах, таких как; «Страсти Христовы», «Царство небесное», «Аватар», «Трансформеры: Месть падших», а также в различных телесериалах и на радио.

## Факты из биографии
Стать певицей Лизбет Скотт мечтала с детства. Начав свою музыкальную карьеру в качестве классической пианистки и проводя многие часы в сутки за инструментом, с целью в будущем заняться концертной деятельностью, Лизбет, как только подвернулся случай, отправилась в Лос-Анджелес, Калифорния и начала открывать для себя свой голос. Кто-то услышал её пение и игру на фортепиано в Idyllwild-Pine Cove, Калифорния и предложил прослушать её голос знаменитому в Голливуде композитору Хансу Циммер, известному своей замечательной музыкой к кинофильмам и компьютерным играм.
С тех пор эмоциональный и яркий голос Лизбет звучал в десятках популярных фильмах, включая такие как; «Страсти Христовы», «Хроники Нарнии: Лев, колдунья и волшебный шкаф», «Царство небесное», «Аватар» и др., а также в многочисленных телешоу. В дополнение к этому голос Лизбет можно услышать в финальной теме стелс-экшн трёхмерной видеоигре «Metal Gear Solid 4: Guns of the Patriots»- «Here’s To You», являющейся кавер-версией одноимённой песни из итальянского фильма «1971 года Сакко и Ванцетти», итал. «Sacco e Vanzetti».
В 2004 году работая над саундтреком к фильму Мела Гибсона «Страсти Христовы», Лизбет Скотт помогала композитору Джону Дэбни (англ. John Debney) в написании, на основе псалмов и других библейских материалов, текстов для песен, которые она исполнила на арамейском языке.
Лизбет Скотт сотрудничает с такими композиторами как; Гарри Грегсон-Уильямс, Ханс Циммер, Алан Менкен и Пол Шварц (англ. Paul Schwartz).
Лизбет Скотт, вместе с композитором Натаном Барр является соавтором и исполнителем песни «Take Me Home», прозвучавшей в популярном американском телесериале канала «HBO, Настоящая кровь» где партию на виолончели исполнил сам Натан Барр.

В 2010 году Лизбет написала слова к саундтреку Джона Дебни для фильма Железный человек 2.
Лизбет Скотт является одной из нескольких популярных и признанных вокалисток обрётших свою популярность, благодаря двум альбомам группы Globus, «Epicon» и «Break From This World».

## Личная жизнь
В настоящее время живёт в Лос Анджелесе, Калифорния. Лизбет Скотт имеет армянские корни. 

Была замужем за композитором Натаном Барр (англ. Nathan Barr) с (13 сентября 2003 — по ?)

## Интересные факты
- Лизбет Скотт является соавтором саундтрека «Where» фэнтезийной притчи «2005 года Хроники Нарнии: Лев, колдунья и волшебный шкаф»
- Написала и исполнила песню «Good To Me» к кинофильму «2008 года Shutter».

## Дискография

### Студийные альбомы
- «Sirens» (Zone Records, 1994)
- «Climb» (Zone Records, 1997)
- «Dove» (2002)
- «Fair Skye» (2003)
- «Passionate Voice» (2004)
- «Munich» (2005)
- «Charmed» (AIX DVD-Audio/Video, 2005)
- «Rough and Steep» (2006)
- «Globus» — «Epicon» (2006)
- «The Ten Thousand Steps» (Biomusique, 2008)
- «Hunter» (2009)
- «Globus» — «Break from this World» (2011)
- «Om Sweet Om» (Hearts of Space Records, 2011)

## Фильмография
| Год  |    | Русское название                                | Оригинальное название | Роль                                             |
| ---- | -- | ----------------------------------------------- | --------------------- | ------------------------------------------------ |
| 1998 | ф  | Спасти рядового Райана                          | саундтрек             | музыка (Джон Уильямс)                            |
| 1998 | ф  | Армагеддон                                      | саундтрек             | музыка (Гарри Грегсон-Уильямс и Тревор Рабин) ** |
| 1998 | ф  | Сонная Лощина                                   | саундтрек             | музыка (Дэниел Эльфман)                          |
| 1999 | ф  | Шестое чувство                                  | саундтрек             | музыка (Джеймс Ньютон Ховард) **                 |
| 1999 | ф  | Звёздные войны. Эпизод I: Скрытая угроза        | саундтрек             | музыка (Джон Уильямс)                            |
| 1999 | мф | Тарзан                                          | саундтрек             | музыка (Марк Манчина)                            |
| 2000 | мф | Динозавр                                        | саундтрек             | музыка (Джеймс Ньютон Ховард)                    |
| 2001 | ф  | Пёрл-Харбор                                     | саундтрек             | музыка (Ханс Циммер)                             |
| 2001 | ф  | Атлантида: Затерянный мир                       | саундтрек             | музыка (Джеймс Ньютон Ховард)                    |
| 2001 | ф  | Шпионские игры                                  | саундтрек             | музыка (Гарри Грегсон-Уильямс)                   |
| 2002 | ф  | Царь скорпионов                                 | саундтрек             | музыка (Джон Дэбни)                              |
| 2002 | ф  | Агент Коди Бэнкс                                | саундтрек             | музыка (Джон Пауэлл)                             |
| 2002 | ф  | Человек-паук                                    | саундтрек             | музыка (Дэниел Эльфман)                          |
| 2002 | ф  | Звёздные войны. Эпизод II: Атака клонов         | саундтрек             | музыка (Джон Уильямс) **                         |
| 2003 | ф  | Последний самурай                               | саундтрек             | музыка (Ханс Циммер) **                          |
| 2003 | ф  | Терминатор 3: Восстание машин                   | саундтрек             | музыка (Марко Белтрами)                          |
| 2003 | ф  | Люди Икс 2                                      | саундтрек             | музыка (Джон Оттмэн)                             |
| 2003 | мф | Синдбад-мореход                                 | саундтрек             | музыка (Гарри Грегсон-Уильямс)                   |
| 2003 | ф  | Особняк с привидениями                          | саундтрек             | музыка (Марк Манчина)                            |
| 2004 | ф  | Страсти Христовы                                | саундтрек             | музыка (Джон Дэбни) *                            |
| 2004 | мф | Шрек 2                                          | саундтрек             | музыка (Гарри Грегсон-Уильямс)                   |
| 2004 | ф  | Рождество с Крэнками                            | саундтрек             | музыка (Джон Дэбни)                              |
| 2004 | ф  | Король Артур                                    | саундтрек             | музыка (Ханс Циммер)                             |
| 2005 | ф  | Царство небесное                                | саундтрек             | музыка (Гарри Грегсон-Уильямс) **                |
| 2005 | ф  | Домино                                          | саундтрек             | музыка (Гарри Грегсон-Уильямс)                   |
| 2005 | ф  | Кинг-Конг                                       | саундтрек             | музыка (Джеймс Ньютон Ховард) **                 |
| 2005 | ф  | Хроники Нарнии: Лев, колдунья и волшебный шкаф  | саундтрек             | музыка (Гарри Грегсон-Уильямс) **                |
| 2005 | ф  | Мюнхен                                          | саундтрек             | музыка (Джон Уильямс) **                         |
| 2005 | ф  | Бэтмен: Начало                                  | саундтрек             | музыка (Ханс Циммер и Джеймс Ньютон Ховард)      |
| 2005 | ф  | Звёздные войны. Эпизод III: Месть ситхов        | саундтрек             | музыка (Джон Уильямс)                            |
| 2006 | ф  | Кровавый алмаз                                  | саундтрек             | музыка (Джеймс Ньютон Ховард)                    |
| 2006 | ф  | Дежа вю (фильм, 2006)                           | саундтрек             | музыка (Гарри Грегсон-Уильямс)                   |
| 2006 | ф  | Казино «Рояль»                                  | саундтрек             | музыка (Давид Арнольд)                           |
| 2006 | ф  | Код да Винчи                                    | саундтрек             | музыка (Ханс Циммер) **                          |
| 2006 | ф  | Canvas                                          | саундтрек             | музыка (Джул Гудмэн)                             |
| 2007 | ф  | Пираты Карибского моря: На краю света           | саундтрек             | музыка (Ханс Циммер) **                          |
| 2007 | ф  | Прощай, детка, прощай                           | саундтрек             | музыка (Гарри Грегсон-Уильямс)                   |
| 2007 | мф | Шрек Третий                                     | саундтрек             | музыка (Гарри Грегсон-Уильямс)                   |
| 2007 | ф  | Эван всемогущий                                 | саундтрек             | музыка (Джон Дэбни)                              |
| 2007 | ф  | Captain Abu Raed                                | саундтрек             | музыка (Остин Винтори)                           |
| 2008 | ки | Metal Gear Solid 4: Guns of the Patriots        | саундтрек к видеоигре | музыка (Гарри Грегсон-Уильямс и Эннио Морриконе) |
| 2008 | ф  | Хроники Нарнии: Принц Каспиан                   | саундтрек             | музыка (Гарри Грегсон-Уильямс)                   |
| 2008 | ф  | Индиана Джонс и Королевство хрустального черепа | саундтрек             | музыка (Джон Уильямс)                            |
| 2008 | ф  | Солдаты неудачи                                 | саундтрек             | музыка (Теодор Шапиро)                           |
| 2008 | ф  | Фантомы                                         | "Good to Me"          | музыка (Натан Барр и Лизбет Скотт)               |
| 2008 | ф  | Мумия: Гробница императора драконов             | саундтрек             | музыка (Рэнди Эдельман и Джон Дэбни)             |
| 2008 | ф  | Хэнкок                                          | саундтрек             | музыка (Джон Пауэлл)                             |
| 2009 | ф  | Аватар                                          | саундтрек             | музыка (Джеймс Хорнер)                           |
| 2009 | ф  | Предел прочности                                | саундтрек             | музыка (Пинар Топрак)                            |
| 2009 | ф  | Шерлок Холмс                                    | саундтрек             | музыка (Ханс Циммер)                             |
| 2009 | ф  | Трансформеры: Месть падших                      | саундтрек             | музыка (Стив Яблонски)                           |
| 2009 | ф  | Люди Икс: Начало. Росомаха                      | саундтрек             | музыка (Гарри Грегсон-Уильямс)                   |
| 2009 | ф  | Ангелы и демоны                                 | саундтрек             | музыка (Ханс Циммер)                             |
| 2010 | ф  | Хроники Нарнии: Покоритель Зари                 | саундтрек             | музыка (Давид Арнольд и Гарри Грегсон-Уильямс)   |
| 2010 | ф  | Принц Персии: Пески времени                     | саундтрек             | музыка (Гарри Грегсон-Уильямс)                   |
| 2010 | ф  | Железный человек 2                              | саундтрек             | музыка (Джон Дэбни)                              |
| 2010 | ф  | Лахор                                           | саундтрек             | музыка (Уэйн Шарп)                               |
| 2010 | ф  | Самая Безумная Мечта                            | саундтрек             | музыка (Джул Дуэк)                               |
| 2011 | ф  | Инопланетное вторжение: Битва за Лос-Анджелес   | саундтрек             | музыка (Брайан Тайлер)                           |
| 2011 | ф  | Храбрые перцем                                  | саундтрек             | музыка (Стив Яблонски)                           |
| 2011 | ф  | Трансформеры 3: Тёмная сторона Луны             | саундтрек             | музыка (Стив Яблонски)                           |
| 2011 | ф  | Ковбои против пришельцев                        | саундтрек             | музыка (Гарри Грегсон-Уильямс)                   |
| 2011 | ф  | Кунг-фу панда 2                                 | саундтрек             | музыка (Ханс Циммер и Джон Пауэлл)               |
| 2011 | с  | Настоящая кровь                                 | True Blood            | поющая фея                                       |
| 2012 | ки | Journey                                         | саундтрек к видеоигре | музыка (Остин Винтори)                           |

Номинации на премию «Оскар» **

Номинации на премию «Грэмми» ***